# Galerie českého svazu ovocnářů a zahrádkářů

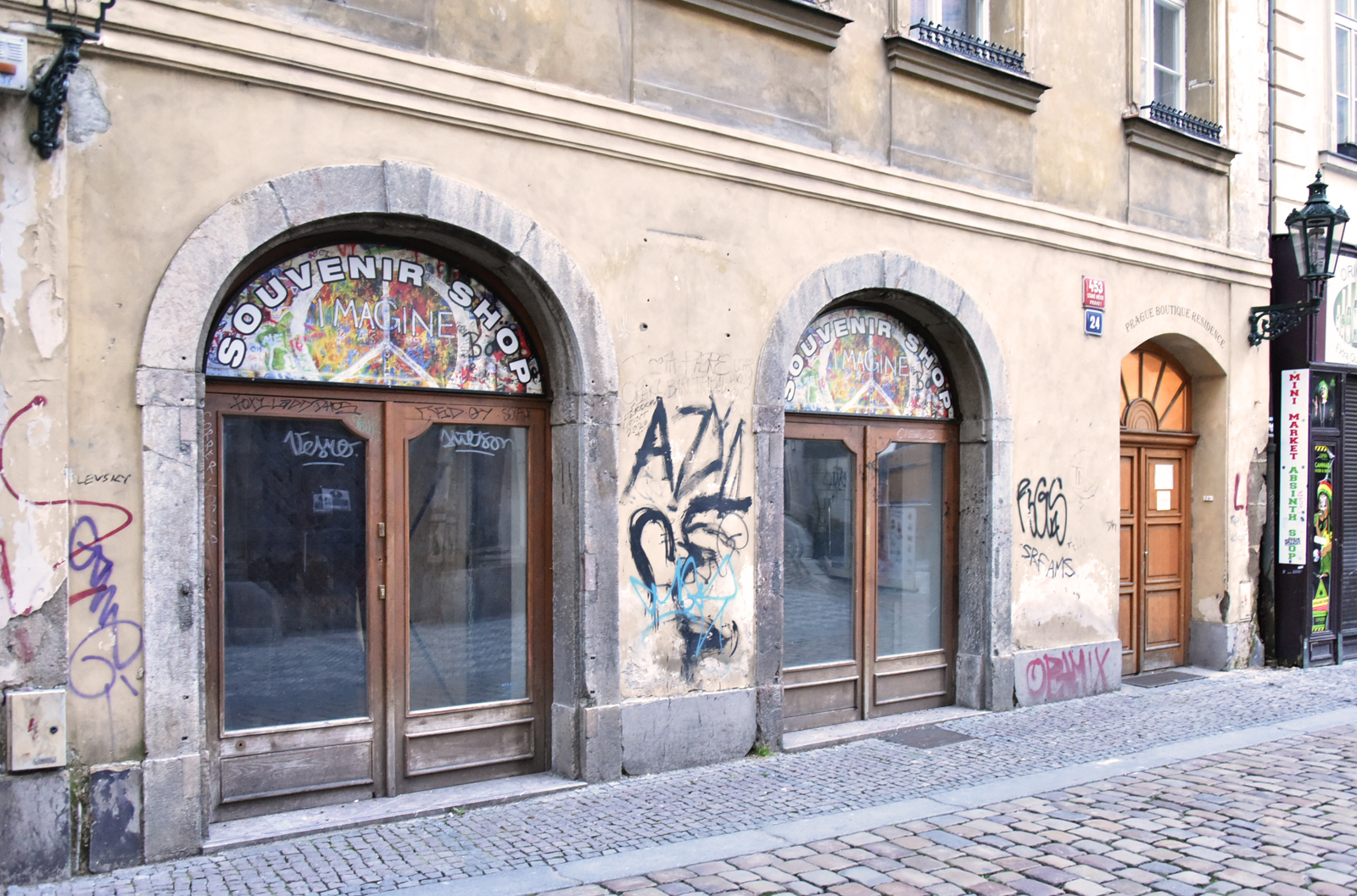
Bývalá Galerie českého svazu ovocnářů a zahrádkářů, Jilská 24

Galerie českého svazu ovocnářů a zahrádkářů (Jilská 24, Praha 1) na počátku normalizace sloužila také jako výstavní prostor výtvarného umění.

## Historie
První poválečná organizace Jednota zahrádkářů vznikla roku 1948 a vydávala i vlastní publikace. Po schválení nových stanov ministerstvem vnitra se ustavující sjezd Československého svazu zahrádkářů a ovocnářů konal roku 1957 v Praze. V době socialismu se zahrádkaření stalo široce rozšířeným fenoménem a před rokem 1989 měl svaz téměř půl milionu členů.
Pražská organizace Svazu zahrádkářů získala přízemní prostory v historickém domě U malé velryby v Jilské ulici dne 6. dubna 1961. Galerii Svaz ovocnářů a zahrádkářů využíval především k výstavám ovoce, hub a podobného sortimentu.
Výstavy obrazů se zde konaly pouze v první polovině 70. let. Při vernisáži výstavy Aleše Lamra a Jana Steklíka, kterou uváděli František Dvořák a Věra Jirousová, hrál Gang-Bang Křižovnické školy (Mejla Hlavsa, Karel Nepraš, Paul Wilson).
Po roce 1989 se z galerie, která leží na hlavní turistické trase, stala prodejna suvenýrů.

## Výstavy (výběr)
- 1973 Aleš Lamr, Jan Steklík
- 1975 Aleš Lamr: Objekty a malé formáty[5][6]
- 1975 Ilja Sainer: Kompozice a studie
- 1976 Lubomír Odvárka: Krajina (1973-1976)
- 1976 Jan Šafránek